# بيتر مكمولين
بيتر مكمولين (بالإنجليزية: Peter McMullen)‏ هو رياضياتي وأستاذ جامعي بريطاني، ولد في 11 مايو 1942 في ناحية هيلينغدون في لندن في المملكة المتحدة.